# 24 канал
24 канал — український цілодобовий новинний телеканал. З початку мовлення мав назву «Телеканал новин 24», згодом назву скоротили до сучасної «24 канал», що, зокрема, використовується в оновленому логотипі компанії та на сайті телеканалу 24tv.ua.
Входить у медіахолдинг ТРК «Люкс» власником якого є Катерина Кіт-Садова. Транслюється по всій Україні.

## Особливості
24 канал мовить з 1 березня 2006 року. Середньодобова частка становить 1,1 %, рейтинг — 0,17 % (панель 50+, за даними Neelsen).
Восени 2009 року канал змінив оформлення з помаранчевого і чорного кольорів на червоний, білий та сріблястий.
24 канал подає новини в інформаційних блоках: політичні новини України і світу, економіка, спорт, шоу-бізнес, технології, авто, туризм тощо. Крім того, глядач отримує інформацію про погоду, курси валют. До 2014 року новини начитував диктор, 2014 року канал змінив формат, зʼявилися постійні ведучі та було збільшено кількість інформаційно-аналітичних програм та шоу.
27 червня 2017 року телеканал зазнав хакерської атаки вірусу Petya, внаслідок якого призупинили роботу сам канал і сайт. Протягом наступних днів телеканал поступово відновлював мовлення.
Телеканал можна дивитися онлайн на сайті або на смартфоні в додатку «Новини 24» (iOS та Android). 24 канал також заппустив додатки для телевізорів з Smart TV для Samsung, LG та Dune HD.
З літа 2010 року на базі сайту каналу почав роботу сайт Football 24 з новинами футболу України, Англії, Іспанії, Італії, Німеччини та різних турнірів.
Інші братні проєкти: радіо «Максимум» та інформаційно-аналітичний сайт Zaxid.net.

## Рейтинги
2021 року частка телеканалу склала 0,53 % з рейтингом 0,06 % (дані системи рейтингів Nielsen, аудиторія 18-54 міста 50 тис.+, 20-е місце серед українських каналів).

## Наповнення етеру[13]

### Інформаційно-аналітичні програми
- Випуски новин — Ведучі: Олексій Печій, Юлія Калиновська, Кароліна Король, Тетяна Кругова, Дарія Кудімова, Артем Овдієнко, Катерина Соляр
- Про головне — Ведучі: Олексій Печій, Тетяна Кругова.
- Про Новини — Ведучий: Артем Овдієнко
- Наші гроші — Ведучий: Денис Бігус.
- Міністри в краватках і без — Ведуча: Альона Чернецька.
- Он воно як — Ведучі: Аліса Юрченко та Денис Бігус.
- Після всього — Ведучий Дмитро Гнап.
- Політична анатомія — Ведучі: Олег Рибачук, Артем Овдієнко.
- Складні питання — Ведуча: Тетяна Острікова
- Схеми — Ведуча: Наталка Седлецька.
- Честь і Нечесть — Ведучі: Олекса Шалайський, Михайло Жернаковий.
- Що це було? — Ведучі: Сергій Лещенко та Євгенія Моторевська.
- Голос Америки
- Крим.Реалії

### Пізнавальні та розважальні програми
- 120/80 — науково-пізнавальна програма про здоров'я.
- Зірки на тарілці — програма про харчування та спосіб життя відомих телезірок, спортсменів та політиків.
- Авто24 — програма Сергія Волощенка для автолюбителів.
- Спорт навиворіт — різноманітні факти про світових та українських спортсменів.
- Вєсті Кремля — сатирична програма про те, що відбувається у Росії. Висміює абсурдність російської влади.
- Вєсті.UA — ще одна сатирична програма, присвячена українським реаліям.
- Зроблено в Україні — проєкт про людей, яких знають далеко за межами України через їхні винаходи, мистецькі твори чи вчинки.
- Пліч-о-пліч — програма про успішний розвиток громад у районах України.
- Корпорації світу — історії підприємств-гігантів та їхнього успіху.
- Мафії світу — програма про злочинні угрупування світу.
- Нація героїв — пізнавальний проєкт про історію України.
- Одна історія — короткі пізнавальні відео про важливі світові події минулого.
- Рекрут.UA — цикл програм про українське військо. Має три підрозділи: Рекрут. Десант, Рекрут. SOF, Рекрут. Морська піхота
- Техніка війни — пізнавальна програма, створена у кооперації з Військовим телебаченням про озброєння української армії.
- Фактор безпеки — програма про суспільну безпеку, діяльність військових організацій та міжнародні збройні конфлікти.
- Диктатори — стислі відео про світових лідерів, які вдавалися до одноосібного правління.
- Згадати все — історично-розважальна програма про реалії життя і побут СРСР, а також історичні події того часу.
- Конфлікти — огляд причин воєнних конфліктів, окремих битв та озброєння.
- Кома — короткі пізнавальні відео про політику, культуру та економіку.
- Наші — програма, у якій розповідається про Топ-5 найвідоміших українців у певній галузі.
- Наші.Перші — програма про українців, які здобули світову славу своїми вчинками чи рекордами.

## Відеоблогери
Улітку 2017 року телеканал став майданчиком для відеоблогерів — журналістів і експертів у різних галузях, які отримали можливість ділитися своїми думками і знаннями із широкою телевізійною аудиторією:
- (Без)коштовна медицина[15] — блог народної депутатки IX скликання Олександри Устінової, членкині правління Центру протидії корупції. Аналіз системи охорони здоров'я з точки зору антикорупційного діяча: про скандальні призначення, наживання на пацієнтах та нечесні закупівлі.

- Informnapalm[16] — волонтерський проєкт з інформування широкої аудиторії про російсько-терористичну агресію проти України. Керівник проєкту — Роман Бурко, речник — Михайло Макарук.
- VETERANO блог[17] — ветеран АТО Леонід Остальцев, український військовий і підприємець, молодший сержант Збройних сил України аналізує гарячі теми української політики. Особливу увагу як фахівець приділяє військовим темам.
- Антикорупційний майдан[18] — активістка з протидії корупції Олександра Дрік аналізує законодавчі зміни, що спрямовані на подолання корупції та схем в Україні.
- Голобородько[19] — автор і ведучий — журналіст Антон Голобородько[20], реальний тезко героя серіалу «Слуга народу» Василя Голобородька. Він аналізує дії та рішення президента та його партії, зіставляє зі вчинками серіального персонажа, якого зіграв Володимир Зеленський.
- Безумный мир[21] — блог експерта з міжнародної політики Івана Яковини. Аналізує світові події і прогнозує їхній можливий вплив на Україну.
- Грані правди[22] — відеоблог журналіста і публіциста Павла Казаріна про політику. Зокрема в об'єктиві автора — відносини України та Росії та внутрішня політика у цих державах.
- Недиванна сотня[23] — двоє ведучих — доброволець батальйонів «Січеслав» та «Дніпро-1» Євген Назаренко та кулеметник, старший стрілець 30-ї окремої механізованої бригади Леонід Остальцев — на дивані перед телевізором переглядають новини та дають свої коментарі до них.
- Політична кухня[24] — відеоблог журналістки Анни Калюжної, який вона веде зі стін Верховної Ради. Авторка аналізує діяльність парламенту, розповідає про законотворчі ініціативи депутатів та президента.
- Право на гідність[25] — голова ГО Центр протидії корупції Віталій Шабунін аналізує діяльність влади, звертає увагу на суперечливі дії чиновників, розповідає про позакулуарні домовленості.
- Право на правду[26] — відеоблог журналіста та екснардепа Дмитра Гнапа, у якому він аналізує резонансні та найгучніші події України.
- Правосуддя по-новому[27] — правник і громадський діяч, експерт судової групи Реанімаційного пакету реформ Роман Маселко аналізує нові закони та зміни, які вони несуть для українців. Увагу автор приділяє також корупційним скандалам у судовій системі.
- Фінансова грамотність[28] — економіст Сергій Фурса аналізує події в економічній сфері України.
- Хроніки неоголошеної війни[29] — відеоблог волонтера та громадського діяча Віталія Дейнеги про політику України. Окрім блогу, також виходять інтерв'ю Віталія Дейнеги з відомими українськими політиками чи громадськими діячами.
- Чесна політика[30] — відеоблог журналіста та ексдепутата Сергія Лещенка, у якому він аналізує події української політики.

## Ведучі
- Анастасія Зазуляк
- Анастасія Норіцина
- Андріана Кучер
- Андрій Дрозда
- Арсен Цимбалюк
- Артем Овдієнко
- Владислав Новіков
- Ігор Гаврищак
- Ірина Узлова
- Катерина Соляр(інші мови)
- Софія Трощук
- Фахрудін Шарафмал
- Юрій Гаврищак
- Ольга Білан

## Мовлення
Технічне покриття території України — 87 %.

### Супутникове мовлення
| Супутник         | Стандарт | Частота, МГц | Символьна швидкість | Поляризація       | FEC | Формат зображення | Кодування |
| ---------------- | -------- | ------------ | ------------------- | ----------------- | --- | ----------------- | --------- |
| Astra 4A (4.8°E) | DVB-S2   | 11766        | 30000               | горизонтальна (H) | 2/3 | MPEG-4            | FTA       |

### Етерне мовлення
Канал мовить в регіональному телевізійному етері таких міст та регіонів: Львів та область, Івано-Франківськ та область, Тернопіль та область, Хмельницький та область, Конотоп та Сумська область, Ніжин. Кабельне: у всіх великих містах України. До початку війни Росії проти України, також канал мовив у етері Луганська, Севастополя та Євпаторії.

### Аналогове мовлення в мережах кабельного телебачення
Біла Церква, Білгород-Дністровський, Бердичів, Бровари, Вараш, Вінниця, Горішні Плавні, Мирноград, Дніпро, Дрогобич, Житомир, Запоріжжя, Івано-Франківськ, Ізмаїл, Ізюм, Калуш, Кам'янець-Подільський, Кам'янське, Київ, Ковель, Коломия, Конотоп, Коростень, Червоноград, Краматорськ, Кременчук, Кривий Ріг, Кролевець, Кропивницький, Лозова, Луцьк, Львів, Мукачеве, Ніжин, Миколаїв, Нетішин, Нікополь, Новомосковськ, Одеса, Олександрія, Павлоград, Полтава, Прилуки, Рівне, Славута, Слов'янськ, Сміла, Стрий, Суми, Тернопіль, Ужгород, Умань, Харків, Херсон, Хмельницький, Черкаси, Чернігів, Чернівці, Чорноморськ, Шепетівка, Шостка.

Мапа покриття (2006)

З травня 2007 року телеканал «24» включено в кабельні мережі Естонії.

### Цифрове мовлення в мережах кабельного телебачення
Одеса, Кривий ріг, Житомир, Київ, Біла Церква, Обухів, Дніпро, Львів, Миколаїв, Харків, Тернопіль, Суми, Кременчук, Ізмаїл, Чорноморськ.

### Цифрове етерне мовлення
Телеканал присутній в регіональному мультиплексі MX-5 Львова.

### IPTV мовлення в мережах кабельного телебачення
Львів, Харків, Одеса, Київ, Дніпро, Полтава, Суми, Вінниця.
Існують мобільні додатки для ОС Android та iOS для перегляду новин на мобільних пристроях.

## Сайт
Новинний сайт каналу запустили в жовтні 2008. Шеф-редактор сайту — Анастасія Зазуляк. Сайт регулярно входить до топ-5 найпопулярніших інформаційних порталів України, а також до топ-20 найчастіше відвідуваних в Україні.
Матеріали на сайті публікуються українською та російською мовами. Орієнтовна місячна відвідуваність порталу — 17,445,353 (станом на липень 2020).
З літа 2010 року на базі офіційного сайту каналу почав діяти сайт Football 24, що відстежує новини футболу України, Англії, Іспанії, Італії, Німеччини та міжнародних європейських турнірів.
Канал має інші братні проєкти — Радіо Максимум, Радіо Люкс FM та інформаційно-аналітичний ресурс Zaxid.net.

## Оцінки
Згідно з даними Інституту масової інформації (ІМІ), у четвертому кварталі 2021 року п'ята частина матеріалів сайта «24 каналу» містила порушення журналістських стандартів. За показником дотримання професійних стандартів онлайн-медіа посіло 6 місце з 12.
За даними ІМІ, у грудні 2023 року понад 30 % матеріалів «24 каналу» містили порушення журналістських стандартів.
За даними моніторингу ІМІ у травні 2025 року, більшість публікацій розділу «Новини» сайта «24 каналу» відповідали журналістським стандартам, але значну частину становили матеріали, не пов'язані з новинною журналістикою. Серед них були поради з господарства, садівництва, рецепти, прикмети й гороскопи, які, за оцінкою ІМІ, містили оціночні судження, не розмежовували факти й коментарі та не містили посилань на джерела, що порушує стандарти достовірності та відокремлення фактів від коментарів. Також зафіксовано випадки порушення стандарту балансу та публікації без джерел у спортивних новинах.